# トム・ヘインソーン
トム・ヘインソーン (Thomas William Heinsohn, 1934年8月26日 - 2020年11月9日) はアメリカ合衆国の元バスケットボール選手、指導者、解説者。ニュージャージー州ジャージーシティ出身。プロリーグNBA入り後はその生涯をボストン・セルティックスに奉げ、2008年までにセルティックスが達成した17回の優勝全てに、選手、コーチ、あるいは解説者、時に助言者として何らかの形で関わった人物であり、NBA随一の名門チームの『生き字引』と言える存在である。背番号『15』はセルティックスの永久欠番であり、1986年には殿堂入りを果たし、2015年にはコーチとしても殿堂入りした。日本ではトム・ハインソーンとも表記される。

## 生い立ち
トム・ヘインソーンことトーマス・ウィリアム・ヘインソーンはニュージャージー州ジャージーシティに生まれ、ユニオンシティで育ち、聖ジョセフ小学校でバスケットボールの手ほどきを受けるようになった。高校は聖マイケルズ高校に進学し、最終学年には平均28得点を記録し、高校オールアメリカンに選出された。高校卒業後のヘインソーンの進路は注目の的となり、40以上の大学から勧誘を受けた。ヘインソーンは奨学金を得て、ホーリークロス大学に進学した。
大学での3年目となる1954-55シーズンには23.3得点14.8リバウンド、最終学年の1955-56シーズンには27.4得点21.1リバウンドを記録し、AP通信選出のオールアメリカ1stチームに選出された。ボストン大学との試合では51得点をあげている。

## NBAキャリア

### セルティックス入団
ボストン・セルティックスのヘッドコーチ、レッド・アワーバックはヘインソーンの同期にあたるビル・ラッセルには非常に大きな関心を示し、彼を獲得するためにあらゆる労力を惜しまなかったが、ヘインソーンに対してはそれほど大きな可能性を感じていなかった。アワーバックとセルティックスはチーム近郊の選手を指名できる地域指名を使ってヘインソーンを指名するものの、ヘインソーン自身もNBA入りにはさして興味を示さず、ボブ・クージーの助言を受けなければセルティックスに入団しなかった可能性もあった。
先見の明があり、数々の名選手を発掘してきたアワーバックだが、ヘインソーンへの評価に限っては、彼は誤った判断を下していた。彼はルーキーイヤーから目覚しい活躍を見せ、全72試合に出場して16.2得点9.8リバウンドを記録し、アワーバックに嬉しい誤算をもたらしたのである。同期のビル・ラッセルとヘインソーンは脅威の新人としてセルティックスのインサイドを固め、ディフェンスに特化したラッセルに対し、ヘインソーンはオフェンスを担当するバランスの良い配置となり、以後セルティックスはインサイドで他のチームに大きなアドバンテージを持つようになった。新人王レース最大のライバルは、相棒のラッセルだったが、ラッセルはメルボルン五輪出場のため24試合を欠場したため、ヘインソーンが新人王を獲得した。またルーキーにしてオールスターにも選ばれている。ボブ・クージーにビル・シャーマン、フランク・ラムジーの古参の選手に、ラッセル、ヘインソーンが加わったセルティックスはプレーオフを勝ち抜いてファイナルに進出し、セントルイス・ホークスを破って初優勝を果たした。このシリーズは第7戦までもつれる接戦だったが、ヘインソーンは第7戦で37得点23リバウンドをあげる大活躍を見せている。なお、前述のセルティックスの選手はいずれも将来殿堂入りを果たしており、彼らの背番号は全てセルティックスの永久欠番となっている。セルティックスはラッセルとヘインソーンの加入により、空前絶後の黄金期を迎えるのである。

### 八連覇時代へ
翌1957-58シーズンには17.8得点10.2リバウンドと平均ダブル・ダブルを達成し、プレーオフでは2年連続でファイナルで宿敵ホークスと対決するも、今回はホークスに軍配があがり、セルティックスの連覇はならなかった。
しかし翌1958-59シーズンのファイナルではセルティックス生涯のライバル、ミネアポリス・レイカーズを破って2度目の優勝を果たすと、この年を皮切りにセルティックスはアメリカスポーツ界の金字塔となる八連覇を成し遂げる。チームが黄金期を迎えると共にヘインソーンも全盛期を迎え、彼とセルティックスが3度目の優勝を遂げた1959-60シーズンにはキャリアハイとなる21.7得点10.6リバウンドを記録。これはチームトップの成績だった。以後ヘインソーンは3シーズン連続で平均20得点以上を達成し、チームのリーディングスコアラーとして活躍した。
ヘインソーン自身が振り返って、彼のキャリアの中で最も忘れがたい試合は1960年のプレーオフ地区決勝である。この年はリーグを怪物ルーキーウィルト・チェンバレン旋風が吹き荒れた年で、セルティックスはプレーオフ地区決勝でチェンバレンが所属するフィラデルフィア・ウォリアーズと対戦。3勝2敗でセルティックスがシリーズに王手をかけた第6戦、ヘインソーンは勝ち越しとなるブザービーターを決め、チェンバレンとウォリアーズに引導を渡した。
1960年代中盤に入ってもセルティックスは衰えることを知らず、連覇記録を伸ばしていったが、チーム内では世代交代が進み、クージーとシャーマンは引退し、ラッセルを絶対的な大黒柱としつつもチームの主役はジョン・ハブリチェックら若い選手に移りつつあった。ヘインソーンの成績も少しずつ後退し、そしてヘインソーンとセルティックスが7年連続、8回目の優勝を手にした1964-65シーズンを最後に、ヘインソーンは現役から引退した。
NBA通算成績は9シーズン654試合の出場で、12,194得点5,749リバウンド、平均18.6得点8.8リバウンドだった。

### プレースタイル
インサイドにリーグ史を代表する選手、ビル・ラッセルが居たため、ヘインソーンの功績は陰に隠れがちだが、彼が八連覇時代のボストン王朝にとって非常に重要な選手であったことは疑いない。俊敏さと優れたシュートタッチを兼ね備え、抜群のクイックリリースから放たれるジャンプシュートの軌道は独特の水平線を描いた。その得点オプションはアウトサイドからのジャンプシュートだけでなく、フックシュートや様々な動きを駆使したレイアップなど多岐に渡り、正にどこからでも点が取れるスコアラーだった。
一方でシュートを打ちすぎる傾向にあり、チームメイトからはトミーガンと呼ばれた。キャリア全般でフィールドゴール成功率が低く、この事でアワーバックとは度々衝突していた。

### 選手会長
現役時代のヘインソーンはボブ・クージーの後を継ぎ、1958年に第二代選手会長に就任した。当時の選手会はまだ正式な労働組合として認められておらず、殆ど実行力を持たなかった。しかし1964年のオールスターに初めてテレビ中継が入ることを知ると、これを好機と見たヘインソーンは他のオールスター出場選手と結束し、オールスターをボイコットする姿勢を見せ、強引にリーグと球団オーナーを話し合いのテーブルに着かせることに成功した。結果、選手会は正式に団体交渉権を持つ労働組合として認められ、また選手会側からの要求も幾つか通った。このオールスター決起により以後選手会は急速に力を着けていき、後のフリーエージェント制度確立にも繋がった。ヘインソーンは1965年まで会長を務めた。

## コーチキャリア
セルティックスを伝説的な八連覇に導いたアワーバックはゼネラル・マネージャーに専念するため、1966年を最後にヘッドコーチから退いた。アワーバックは後任に選手からの信頼も厚いヘインソーンを指名したが、ヘインソーンはこれを辞退した。理由を尋ねるアワーバックにヘインソーンは「ラッセルを扱うことは誰にもできない」とし、ラッセル自身をコーチにするよう強く推薦した。こうしてアメリカ四大メジャースポーツ史上初の、黒人のヘッドコーチが誕生した。ラッセル選手兼ヘッドコーチ体制のもと、セルティックスはさらに2つの優勝を手にした。
ラッセルが引退し、コーチからも辞した1969年、アワーバックは改めてヘッドコーチ就任の要請の手紙をヘインソーンに送った。今度こそヘインソーンはアワーバックの要請を受け入れ、セルティックスの第5代ヘッドコーチに就任した。
1960年代を絶対王者として過ごしたセルティックスだが、ヘインソーンが就任した当初のセルティックスはラッセルが引退しており、大黒柱不在の状態からヘインソーンは指揮を執らねばならなかった。そして就任1年目は34勝48敗と負け越し、セルティックスは実に20年ぶりにプレーオフ進出を逃した。ヘインソーンとGMのアワーバックは再建に着手し、1970年のNBAドラフトでデイブ・コーウェンスとジョ・ジョ・ホワイトを指名。ヘインソーンはセンターとしてはやや小柄なコーウェンスをあえて積極的に起用し、速攻の名手であるホワイトと合わせて走れるチーム造りを行った。ここにエースのジョン・ハブリチェック、コーウェンス、ホワイトと新生セルティックスの新しい核が誕生し、翌1970-71シーズンは44勝38敗、さらに翌1971-72シーズンには56勝26敗を記録し、見事に再建を成功させた。
1972-73シーズンは少なくともプレーオフまでは最高のシーズンを送った。当時のチーム史上最高、リーグ史でも屈指の高勝率となる68勝14敗を記録し、ヘインソーンは最優秀コーチ賞に輝いたのである。しかしプレーオフでは速攻を主体とするセルティックスに対し、強固なディフェンス力を誇るニューヨーク・ニックスの前に2年連続で敗退した。翌1973-74シーズンは勝率を落とすもののそれでも56勝26敗の好成績を記録し、そしてプレーオフでは宿敵ニックスを破り、チームにとっては5年ぶりとなるファイナルに進出。対戦相手は当代随一の名センターカリーム・アブドゥル＝ジャバー擁するミルウォーキー・バックスだった。218cmのジャバーに対し、206cmのコーウェンスとセンター対決では分が悪いかに見えたが、しかしあえてスモールラインアップを採用したヘインソーンの哲学がここで活き、コーウェンスはスピードでジャバーを撹乱し、勝敗が決した第7戦では28得点14リバウンドを記録して、チームを5年ぶり12回目の優勝に導いた。ヘインソーンとセルティックスは1シーズンを置いて、1975-76シーズンにも優勝し、ヘインソーンは自身10回目の優勝を果たすと共に、セルティックスの優勝記録を13回に伸ばした。
1970年代終盤に入ると選手の高齢化が進み、そして1977-78シーズンに開幕から不振に陥ったことを契機に、ヘインソーンはヘッドコーチから退いた。コーチキャリア通算成績は9シーズン690試合、427勝267敗、勝率.619。プレーオフ進出は6回、優勝は2回だった。

## 備考
- チーム内でのヘインソーンは悪戯好きの道化であり、また物まね師でもあった。彼はしばしばチームメイトの話し方や特徴を真似てみせ、試合前のチームメイトたちを笑わせ、リラックスさせていたという。
- 前述の通りヘインソーンはそのプレースタイルから度々アワーバックから批判を受けていたが、一方で悪戯好きのヘインソーンの標的はアワーバックにも向けられ、悪戯を仕掛けるヘインソーンとそれをかわすアワーバックという風に、二人は独特な間柄だった。ある時ヘインソーンは破裂する仕掛けが仕込んである葉巻をプレゼントしようとしたが、アワーバックはあっさりとその仕掛けを見破った。その後ヘインソーンは普通の葉巻を繰り返しプレゼントした。暫くして、シラキュース・ナショナルズとの試合前の記者会見でアワーバックはヘインソーンからプレゼントされた葉巻をくわえた。記者の一人が彼の葉巻に火をつけた。そして葉巻は破裂した。
- コーチを辞してからはセルティックスのテレビ解説者となった。マイク・ゴーマンとの解説者コンビはスポーツ放送史上最長のコンビの一つと言われており、長年に渡ってボストン市民のお茶の間を楽しませた。
- 生命保険会社を運営。
- 熱心な絵画コレクター。

## 主な業績
- NBAファイナル制覇（選手時代）　1957年,　1959年－1966年
- NBAファイナル制覇（コーチ時代）　1974年, 1976年
- 新人王　1957年
- オールNBA2ndチーム　1961年－1964年
- NBAオールスターゲーム　1957年, 1960年－1965年
- 殿堂入り　選手：1986年

　　　　　　コーチ：2015年
- 背番号『15』はボストン・セルティックスの永久欠番

## 個人成績
| †    | NBAチャンピオン |
| 太字 | キャリアハイ    |

### レギュラーシーズン
| Season   | Team     | GP  | MPG  | FG%  | FT%  | RPG  | APG | PPG  |
| -------- | -------- | --- | ---- | ---- | ---- | ---- | --- | ---- |
| 1956–57† | BOS      | 72  | 29.9 | .397 | .790 | 9.8  | 1.6 | 16.2 |
| 1957–58  | BOS      | 69  | 32.0 | .382 | .746 | 10.2 | 1.8 | 17.8 |
| 1958–59† | BOS      | 66  | 31.7 | .390 | .798 | 9.7  | 2.5 | 18.8 |
| 1959–60† | BOS      | 75  | 32.3 | .423 | .733 | 10.6 | 2.3 | 21.7 |
| 1960–61† | BOS      | 74  | 30.5 | .400 | .767 | 9.9  | 1.9 | 21.3 |
| 1961–62† | BOS      | 79  | 30.2 | .429 | .819 | 9.5  | 2.1 | 22.1 |
| 1962–63† | BOS      | 76  | 26.4 | .423 | .835 | 7.5  | 1.3 | 18.9 |
| 1963–64† | BOS      | 76  | 26.8 | .398 | .827 | 6.1  | 2.4 | 16.5 |
| 1964–65† | BOS      | 67  | 25.5 | .383 | .795 | 6.0  | 2.3 | 13.6 |
| Career   | Career   | 654 | 29.4 | .405 | .790 | 8.8  | 2.0 | 18.6 |
| All-Star | All-Star | 5   | 19.4 | .328 | .875 | 4.0  | .6  | 10.2 |

### プレーオフ
| Year   | Team   | GP  | MPG  | FG%  | FT%  | RPG  | APG | PPG  |
| ------ | ------ | --- | ---- | ---- | ---- | ---- | --- | ---- |
| 1957†  | BOS    | 10  | 37.0 | .390 | .710 | 11.7 | 2.0 | 22.9 |
| 1958   | BOS    | 11  | 31.7 | .351 | .778 | 10.8 | 1.6 | 17.5 |
| 1959†  | BOS    | 11  | 31.6 | .414 | .661 | 8.9  | 2.9 | 19.9 |
| 1960†  | BOS    | 13  | 32.5 | .419 | .750 | 9.7  | 2.1 | 21.8 |
| 1961†  | BOS    | 10  | 29.1 | .408 | .767 | 9.9  | 2.0 | 19.7 |
| 1962†  | BOS    | 14  | 31.8 | .399 | .763 | 8.2  | 2.4 | 20.7 |
| 1963†  | BOS    | 13  | 31.8 | .456 | .765 | 8.9  | 1.2 | 24.7 |
| 1964†  | BOS    | 10  | 30.8 | .389 | .810 | 8.0  | 2.6 | 17.4 |
| 1965†  | BOS    | 12  | 23.0 | .365 | .625 | 7.0  | 1.9 | 12.7 |
| Career | Career | 104 | 31.0 | .402 | .743 | 9.2  | 2.1 | 19.8 |

## コーチ戦績

### NBA
| Team   | Season  | Regular season | Regular season | Regular season | Regular season | Playoffs | Playoffs | Playoffs | Playoffs | Playoffs                 |
| Team   | Season  | G              | W              | L              | W-L%           | G        | W        | L        | W-L%     | Results                  |
| ------ | ------- | -------------- | -------------- | -------------- | -------------- | -------- | -------- | -------- | -------- | ------------------------ |
| BOS    | 1969–70 | 82             | 34             | 48             | .415           | —        | —        | —        | —        | —                        |
| BOS    | 1970–71 | 82             | 44             | 38             | .537           | —        | —        | —        | —        | —                        |
| BOS    | 1971–72 | 82             | 56             | 26             | .683           | 11       | 5        | 6        | .455     | カンファレンス決勝敗退   |
| BOS    | 1972–73 | 82             | 68             | 14             | .829           | 13       | 7        | 6        | .538     | カンファレンス決勝敗退   |
| BOS    | 1973–74 | 82             | 56             | 26             | .683           | 18       | 12       | 6        | .667     | NBAチャンピオン          |
| BOS    | 1974–75 | 82             | 60             | 22             | .732           | 11       | 6        | 5        | .545     | カンファレンス決勝敗退   |
| BOS    | 1975–76 | 82             | 54             | 28             | .659           | 18       | 12       | 6        | .667     | NBAチャンピオン          |
| BOS    | 1976–77 | 82             | 44             | 38             | .537           | 9        | 5        | 4        | .556     | カンファレンス準決勝敗退 |
| BOS    | 1977–78 | 34             | 11             | 23             | .324           | —        | —        | —        | —        | —                        |
| Career | Career  | 690            | 427            | 263            | .619           | 80       | 47       | 33       | .588     |                          |